# Cirsium virginianum
Cirsium virginianum là một loài thực vật có hoa trong họ Cúc. Loài này được (L.) Michx. mô tả khoa học đầu tiên năm 1803.